# ديفيد رانغيل (لاعب كرة قدم)
ديفيد رانغيل (بالإسبانية: David Rangel Pastor)‏ هو لاعب كرة قدم إسباني في مركز حراسة المرمى، ولد في 25 يوليو 1979 في Burjassot ‏ في إسبانيا. لعب مع أولمبيك تشاتيفا وديبورتيفو ألافيس وفالنسيا ميستايا ونادي ألكويانو ونادي أونتينيينت ونادي إيركوليس ونادي فالنسيا ونادي كاستييون ونادي لاردة.

## وصلات خارجية
- ديفيد رانغيل على موقع قاعدة بيانات كرة القدم.إي يو (الإنجليزية)
- ديفيد رانغيل على موقع Soccerway.com (الإنجليزية)
- ديفيد رانغيل على موقع AS.com (الإسبانية)